# احمدنن (تزكة)
احمدنن هو دُوَّار يقع بجماعة زاوية سيدي قاسم، إقليم تطوان، جهة طنجة تطوان الحسيمة في المملكة المغربية. ينتمي الدوّار لمشيخة تزكة التي تضم 8 دواوير. يقدر عدد سكانه بـ 287 نسمة حسب الإحصاء الرسمي للسكان والسكنى لسنة 2004.

## روابط خارجية
- البوابة الوطنية للجماعات الترابية
- المندوبية السامية للتخطيط